# Tell Me the Way
Tell Me The Way è un brano del 1995 dei Cappella.
Scritto tra gli altri da Mauro Picotto, il brano primo singolo estratto da War In Heaven (1996), ottenne un discreto successo in Francia, Belgio, Finlandia, Paesi Bassi e Svizzera Per tre settimane stazionò nella classifica inglese, arrivando a raggiungere la posizione numero diciassette.
In Italia il brano raggiunge la sesta posizione della classifica.
Primo brano del gruppo con la cantante Allison Jordan.

## Tracce
1. Tell Me The Way (House Mix)      (3:55)
2. Tell Me The Way (T.S.O.B. Mix)	  (5:53)
3. Tell Me The Way (R.A.F. Zone Mix) (6:48)
4. Tell Me The Way (Mars Plastic Mix) (6:40)
5. Tell Me The Way (Plus Staples Mix) (6:47)